# Rawson
Rawson je hlavním městem provincie Chubut v jižní Argentině. Leží na břehu řeky Chubut, nedaleko od jejího ústí do Atlantského oceánu, v blízkosti poloostrova Valdés. Má dnes přibližně 26 000 obyvatel a je nejmenším hlavním městem provincie v Argentině. V samotné provincii ho svým počtem obyvatel překonávají čtyři města (Comodoro Rivadavia, Trelew, Puerto Madryn a Esquel). Město bylo pojmenováno na počest bývalého argentinského ministra vnitra Dr. Guillerma Rawsona.

## Dějiny
Město bylo založeno 15. září 1865 velšskými přistěhovalci ještě v době, kdy toto území obýval domorodý kmen Tehuelchové. Hned po svém založení získalo vojenský význam a stalo se tak už v roce založení hlavním městem tehdy ještě národního teritoria Chubut. 

Slaná půda v jeho okolí zabránila vzniku úspěšné zemědělské kolonie, takže sousední město Trelew se rozvíjelo rychleji a je dnes centrem regionu.
V roce 1957 vznikla z Národního teritoria Chubut provincie a město Rawson se stalo jejím hlavním městem. Jen sedm kilometrů východně od města, v blízkosti přístavu se nachází lázeňské místo Playa Unión, které je dobře turisticky vybavené.